# Psyrassa testacea
Psyrassa testacea är en skalbaggsart som beskrevs av Linsley 1935. Psyrassa testacea ingår i släktet Psyrassa och familjen långhorningar.
Artens utbredningsområde är:
- Costa Rica.
- Guatemala.
- Honduras.
- Nicaragua.
- Panama.
- Venezuela.

Inga underarter finns listade i Catalogue of Life.